# Allevilive
Allevilive è il quinto album di Giovanni Allevi.

## Descrizione
Raccoglie alcune esibizioni live del pianista, registrate durante il Joy tour (sono presenti per la maggior parte i bis).
È composto di 2 dischi, il primo contenente 13 brani e il secondo 14; sono presenti le versioni live delle rispettive tracce registrate in studio nei primi quattro album; con l'eccezione del primo pezzo del secondo cd, Aria, qui registrato per la prima volta in assoluto (tuttora inedito in versione studio).
È stato pubblicato il 12 ottobre 2007.

## Tracce

### CD1
1. Back to life - 04:50
2. Ciprea - 02:58
3. Come sei veramente - 06:04
4. Water dance - 03:50
5. Il nuotatore - 03:15
6. Downtown - 04:20
7. Go with the flow - 03:40
8. Prendimi - 02:53
9. Room 108 - 02:49
10. Follow you - 05:12
11. Monolocale 7.30 A.M. - 03:38
12. Ti scrivo - 02:51
13. Piano karate - 03:24

### CD2
1. Aria (per respirare) (inedito) - 05:03
2. Portami via - 04:04
3. Panic - 04:33
4. Viaggio in aereo - 02:08
5. Luna - 02:58
6. L'orologio degli dei - 06:10
7. Jazzmatic - 03:16
8. Notte ad Harlem - 05:17
9. Scherzo n°1 - 04:06
10. Japan - 03:16
11. Il vento - 02:57
12. Qui danza - 02:33
13. Il bacio - 04:03
14. New renaissance - 04:26